# Helina huae
Helina huae är en tvåvingeart som beskrevs av Xue 2001. Helina huae ingår i släktet Helina och familjen husflugor. Inga underarter finns listade i Catalogue of Life.